# Big Tree Records
Big Tree Records — лейбл, заснований  1970 року директором Sony Music Entertainment Дугом Морісом. Найвідомішими виконавцями лейблу були Lobo, England Dan & John Ford Coley, Brownsville Station, Джоні Ріверс, Dave and Ansell Collins, канадський гурт April Wine, британський ритм-енд-блюз гурт Hot Chocolate.
У 1974 році Моріс продав лейбл Atlantic Records. Лейбл продовжував діяти як дочірня компанія Atlantic Records, до закриття у 1980 році.

## Виконавці
- Алекс Беван
- April Wine
- Belle Époque
- Білі Ховард
- Bittersweet
- Brownsville Station
- Bullet
- Cazz
- Чарлі Рос
- Cooper Penny
- Dave and Ansell Collins
- Девід Гедес
- Дін Андре
- Деміс Русос
- Diamond Reo
- Dion
- Дона Макденіел
- Дуейн Едді
- Чейз Елісон
- England Dan & John Ford Coley
- Вільям Сміт
- Fancy
- Flesch
- Фран Голд
- Friendship
- Гвен Овнес
- Hot Chocolate
- Israel
- Джекі Картер
- Джеймс МакМору
- Джим Стовер
- Джиммі Мак
- Джоні Ріверс
- Джонатан Кінг
- Katfish
- Кені Карен
- Ларі Сантос
- Le Blanc and Carr
- Лені Уелч
- Lobo
- Маркус Джозеф
- Мерлін Скот
- Мікі Леслі
- Нанет Уокмер
- Osiris
- Паркер Мак-Гі
- Пол Еванс
- Піт Кар
- Reparata and the Delrons
- Роджер Лавоі
- Рона Хал
- Sam Dees and Bettye Swann
- Sammy Day and the Comic Strip